# Одна ночь с королём
Одна ночь с царем — историческая драма режиссёра Майкла Сайбела, снятая в США в 2006 году. Фильм снят по мотивам романа Томми Тинни и Марка Эндрю Олсена «Гадасса, или одна ночь с царём» и повествует об одной из самых знаменитых библейских женщин — Эсфири.

## Литературный первоисточник
Дебютный роман в жанре беллетристика американского проповедника Томми Тинни обращает своё внимание на 17 книгу Ветхого Завета, названную Книга Эсфири. На протяжении десяти глав простая еврейская девушка Хадасса превращается в царицу Эсфирь. Хоть роман и написан в жанре беллетристики, Тинни, известный своими многосторонними исследованиями вопроса, создал достаточно точное описание жизни Хадассы, включая законы и правила тех времен, не упомянутые в Библии.
Роман включает описание жизни Хадассы с момента убийства её родителей чужаками, воспитание двоюродным братом Мардохеем (Есфирь 2:7) и становление царицей, будучи выбранной из сотни кандидаток правительницей Персии.

## Краткое содержание
Это библейская история — хроники красивой еврейской сироты Хадассы, которая стала царицей Персии и вошла в историю под именем Эсфирь. Эсфирь спасла персидских евреев от геноцида, учиненного предводителем персидской армии. Раскрывая перед царем свою историю, Эсфирь спасает всех евреев Персидской империи, вдохновляя народ на празднование Пурима.

## Сюжет
Действие фильма происходит в персидском городе Сузы. Король Ксеркс созывает всех на пир. Хадасса, красивая еврейская сирота, решает поехать с караваном в Иерусалим, чтобы увидеть Святую землю, вместе с другом Джесси Бен-Джозефом. Они приходят на пир царя, который тот устраивает накануне войны, ведомой, чтобы отомстить за смерть своего отца, Дария. Хадасса и Джесси видят, как царица Вашти отказывается приходить на царский праздник, так как она против войны, и созывает свой пир, говоря правителю, что не станет унижаться и не придёт на его пир. Царь решает в таком случае лишить Вашти титула царицы и выбрать себе новую жену среди девушек Суз. Хадасса по рекомендации её дяди Мордекая меняет своё имя на Эсфирь (в честь вавилонской богини Иштар). Во дворце за кандидатками следит царский евнух Хигай. Девушкам предоставлены одежды, косметика, украшения — всё, что понравится царю в свою единственную ночь. Эсфирь нравится Хигаю благодаря своей находчивости и целостности, и он предлагает ей читать царю в её ночь. Эсфирь дают свиток царских хроник, но она рассказывает тому библейскую историю Иакова и Рахиль. Царь удивлён и хочет, чтобы девушка ему читала снова. Эсфирь влюбляется в царя и в следующую встречу открывает своё сердце. Она становится царицей.
Другая сюжетная линия фильма уходит во времена пророка Самуила, когда царь Иудеи пленил царя и царицу амаликитян. Царица сбежала и родила ребёнка, потомки которого ненавидели евреев и жаждали отмщения за смерть своего предка. Хаман Амаликитянский получает повышение по службе и решает проехать по Сузам, чтобы все преклонились перед ним. Мордекай отказывается кланяться перед ним, говоря, что поклонится только Богу и царю. Хаман задумывает уничтожить всех евреев и сам стать царем. Его сообщник, принц Адманта, подговаривает дворцовых виноделов купить яд у аптекаря. Но Мордекай раскрывает их планы и спасает царя. Подставляя мидийского принца Адманту, выставляя его предателем перед царём, Хаман становится Принцем Фарским и входит в доверие к царю. Хаман намекает тому, что евреи в заговоре с греками и хотят подорвать могущество Персидской империи, фактически выторговывая указ уничтожить всех евреев. Тем временем царь велит Хаману наградить Мордекая за его верность, чем ещё больше распаляет Принца в желании уничтожить евреев.
Мордекай через Джесси передаёт Эсфирь, чтобы она отговорила царя от этого указа, пока он не уехал в Грецию, так как потом ей не избежать гнева Хамана. Эсфирь, нарушая обычаи того времени, является перед царём в Тронном зале, не будучи приглашенной, босой и без царских одеяний. Советники короля видят в этом государственное преступление и решают её убить. Ксеркс же опускает на неё свой скипетр и спасает её. Эсфирь приглашает царя на ужин, где хочет изложить свою просьбу. С царём приходит Хаман. Эсфирь очень его боится, ибо помнит, что именно он убил её родителей, но всё же открывает тайну, что она еврейка, и просит царя остановить убийство её народа. В знак своей любви и преданности царю она показывает ему ожерелье с камнем, в котором зажигаются в огне звёзды Давида. Король в замешательстве уходит, Хаман же смеётся над её сказками и унижает её, говоря, что не склонит голову перед евреями, как когда-то царь амаликитян. Хаман пытается задушить Эсфирь, но царь спасает её, приказывая своему военачальнику Мемукану повесить Хамана за попытку убийства царя в его дворце.
Король говорит Эсфирь, что видел её звёзды, назначает Мордекая новым принцем и отменяет войну.

## В ролях
- Тиффани Дюпон — Хадасса/Эсфирь
- Люк Госс — царь Ксеркс
- Джон Ноубл — принц Адманта
- Омар Шариф — принц Мемукан
- Джон Рис-Дэвис — Мордекай
- Том «Тайни» Листер мл. — Хигай, царский евнух
- Джеймс Кэллис — Хаман
- Питер О'Тул — пророк Самуил
- Йоти Дожра — царица Вашти
- Джавен Кэмпбелл — принц Таршиш
- Йохан Лотан — Джессе

## Награды
| Год  | Премия                                         | Номинация    | Роль                | Результат |
| ---- | ---------------------------------------------- | ------------ | ------------------- | --------- |
| 2007 | Character and Morality in Entertainment Awards | Лучший актёр | Люк Госс            | Победа    |
| 2007 | Character and Morality in Entertainment Awards | Лучший фильм | Одна ночь с королём | Победа    |

## Интересные факты
- Первоначально планировалось, что фильм выйдет в 2005 году[3].
- Книга Эсфири, которая легла в основу сюжета, является одной из двух книг Ветхого Завета, где не упоминается Бог. Наиболее приближен к этому момент, когда Мардохей сказал Эсфири: «Мы будем молиться за тебя». Вторая книга — Песня Песен[3].
- Британское издание на DVD называлось «Принцесса Персии», несмотря на то, что Эсфирь была королевой, а не принцессой. Это было сделано с целью извлечь выгоду из несвязанного с данным произведением фильма «Принц Персии: Пески времени», вышедшего на три дня раньше[3].